# Ivan Ljuljukin
Ivan Ljuljukin (rusky Иван Люлюкин) je ruský horolezec a reprezentant v ledolezení, vicemistr Evropy v ledolezení na obtížnost.

## Závodní výsledky
| Mistrovství světa v ledolezení | Mistrovství světa v ledolezení | Mistrovství světa v ledolezení |
| Rok                            | 2011                           | 2013                           |
| ------------------------------ | ------------------------------ | ------------------------------ |
| Obtížnost                      | 13                             | 8                              |

| Světový pohár v ledolezení | Světový pohár v ledolezení | Světový pohár v ledolezení | Světový pohár v ledolezení | Světový pohár v ledolezení |
| Rok                        | 2010                       | 2011                       | 2012                       | 2013                       |
| -------------------------- | -------------------------- | -------------------------- | -------------------------- | -------------------------- |
| Obtížnost                  | 4                          | 12                         | 5                          | 9                          |
| jednotlivě*                | 4,13,6,                    | 21-25,9,13,21              | 13,,16-17,10,4             | 8,5,8,-,-                  |

* pozn.: napravo jsou poslední závody v roce
| Mistrovství Evropy v ledolezení | Mistrovství Evropy v ledolezení |
| Rok                             | 2012                            |
| ------------------------------- | ------------------------------- |
| Obtížnost                       | 2                               |